# Alfonso Lessa
Alfonso Lessa Carvallido, (Montevideo, 13 de gen de 1958) és un periodista, professor, investigador, politòleg i escriptor uruguaio.
Durant més de 10 anys direcotr del noticiari de «Canal 12» de Telemundo fins al 2016, director i columnista del programa periodístic «Código País». Lessa, a més, és doctor en Diplomàcia, màster en Ciències Polítiques i professor de l'assignatura Política y Sociedad Uruguaya de la Facultat d'Administració i Ciències Socials de la universitat privada ORT Uruguai.
El 1987, va publicar el thriller polític, Espías de la basura: de agentes secretos de Pinochet a refugiados en Montevideo, una investigació que revela una minuciosa operació d'intel·ligència realitzada pels serveis secrets xilens, un testimoni, aliè a la ficció literària, sobre els darrers anys de la dictadura de Pinochet i l'espionatge a les ambaixades dels països veïns. També és autor del llibre Estado de Guerra que repassa els antecedents del cop d'estat de 1973 a l'Uruguai, alguns dels principals fets viscuts durant la dictadura, així com la transició cap a la democràcia, una obra a partir de la qual es va realitzar la sèrie documental El Golpe: 30 años después, la qual va comptar amb el mateix autor com a director, guionista i conductor.
A aquests dos llibres, seguirien cronològicament: La revolución imposible: los tupamaros y el fracaso de la vía armada en el Uruguay del siglo XX, publicat el 2003; una reedició ampliada de l'obra Espías de la basura: de agentes secretos de Pinochet a refugiados en Montevideo, publicada el 2004; La primera orden, de 2009, i El pecado original: la izquierda y el golpe militar de febrero de 1973, de 2012. El 2019 va publicar De las armas, las urnas y las letras: 40 años de periodismo en 23 entrevistas, un repàs a la història uruguaiana de les últimes dècades, on l'autor recull les entrevistes que va fer a grans personatges públics, com ara, els Nobels de literatura Gabriel García Márquez o Mario Vargas Llosa, però també a d'altres personatges com el dictador colpista uruguaià Juan María Bordaberry.
El 1997 va rebre el Premi Morosoli. El 2010 va guanyar el Premi Bartolomé Hidalgo el guardó que atorga la Cámara Uruguaya del Libro, pel seu llibre La primera orden (2009) en la categoria d'assaig periodístic i polític, un premi que ja havia guanyat anteriorment, el 2004, per la seva obra La revolució imposible (2003).

## Llibres
- 1987,	Espías de la basura
- 1996,	Estado de guerra
- 2003, La revolución imposible
- 2004,	Espías de la basura
- 2009, La primera orden
- 2012,	El pecado original
- 2018, De las armas, las urnas y las letras